# Ruchill Parish Church

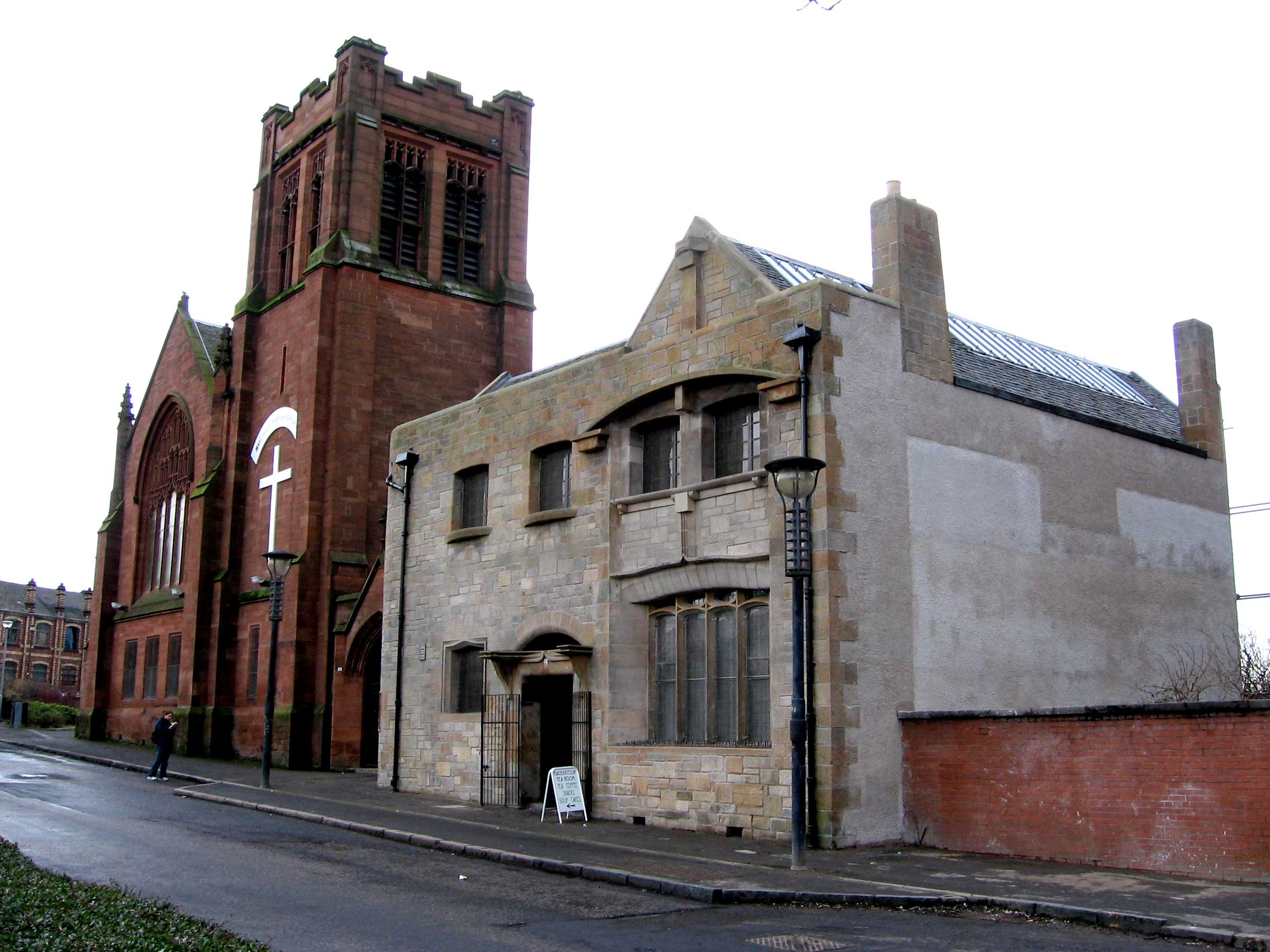
Ruchill Parish Church

Die Ruchill Parish Church, ehemals Ruchill United Presbyterian Church, ist eine Pfarrkirche der presbyterianischen Church of Scotland in der schottischen Stadt Glasgow. 1970 wurde das Bauwerk in die schottischen Denkmallisten zunächst in der höchsten Denkmalkategorie A aufgenommen. Später wurde das Kirchengebäude jedoch in die Kategorie B hinabgestuft. Die zugehörige Gemeindehalle ist separat als Kategorie-A-Denkmal klassifiziert.

## Geschichte
Die Ruchill Parish Church wurde zwischen 1903 und 1905 erbaut. Für den Entwurf zeichnet der schottische Architekt Neil Campbell Duff verantwortlich. Auftraggeber war die zu dieser Zeit bereits zur United Free Church of Scotland verschmolzenen United Presbyterian of Scotland. Mit der Fusion 1929 gelangte sie schließlich zur Church of Scotland. 1974 wurde die zugehörige Gemeindehalle restauriert.

## Beschreibung
Das Gebäude steht an der Shakespeare Street im Glasgower Nordwesten. Es ist im neogotischen Perpendicular Style gestaltet. Rechts erhebt sich ein dreistöckiger Turm mit Strebepfeiler. Er ist allseitig mit offenen gepaarten Lanzettfenstern gestaltet und schließt mit einer Zinnenbrüstung. An der weiten Giebelseite links des Turms sind ebenerdig Zwillingsfenster eingelassen. Darüber befindet sich ein weites, bekröntes Maßwerk. Die flankierenden Strebepfeiler laufen in Fialen aus. Die Nordseite ist verhältnismäßig schlicht ausgestaltet. An der Südseite treten drei Kreuzgiebel heraus.

## Gemeindehalle
Rechts der Kirche befindet sich die zugehörige Gemeindehalle. Sie wurde im Jahre 1899 erbaut. Für den Entwurf im Jugendstil zeichnet der schottische Architekt Charles Rennie Mackintosh verantwortlich. Das Mauerwerk des asymmetrisch aufgebauten Gebäudes besteht aus grauen Steinquadern. Die Nordkante ist abgerundet und die Fenster schließen mit flachen Bögen.